# Карелиус, Олаус Петри
Олаус Петри Каре́лиус (швед. Olaus Petri Carelius; 1702, Эсмо, Швеция — 12 мая 1758, Худдинге, Швеция) — шведский поэт, сельский священник.
С 1725 года был священником в Уппсале, затем с 1726 — в Эсмо, с 1732 — в Меллёсе. В 1739 возглавил приход в Худдинге.
Написал на народном языке популярную поэму «Hoensgummans visa» (Стокгольм, 1721; много изданий).